# Торговый дом Оганова
Торговый дом Оганова (другой вариант наименования — Особняк Оганова) — памятник архитектуры во Владикавказе, Северная Осетия. Объект культурного наследия России федерального значения и культурного наследия Северной Осетии. Находится в историческом центре города на проспекте Мира, д. 12.
По проспекту Мира соседствует со зданием бывшей гостиницы «Париж» (№ 10, объект культурного наследия) и домом № 14 (памятник архитектуры, объект культурного наследия).

## История
Двухэтажное здание в стиле русского модерна с элементами эклектики построено в 1903 году по проекту городского архитектора И. В. Рябикина. Заказчиком был местный купец Богдан Григорьевич Оганов, совладелец торговой фирмы «Киракозов — Оганов», владевшей торговым домом на Александровском проспекте и складскими помещениями на Грозненской улице. Дом строился для сына купца, который после учёбы во Франции возвращался на родину вместе с женой-француженкой. Первый этаж занимали торговые площади. Здесь находилось фотоателье С. Н. Алонкина, которая позднее принадлежала С. Джанаеву-Хетагурову, магазин модной одежды С. М. Цизина. На втором этаже находились жилые помещения.
В 1920-х в здании находилась Международная организация помощи борцам революции (МОПР). В 1941—1945 годах в здании находился Президиум Верховного Совета СО АССР.
С 1939 года в здании располагается Северо-Осетинский государственный художественный музей имени М. С. Туганова.

## Архитектура
Здание сохранило свой архитектурный облик без изменений до нашего времени. Построено в плане прямоугольника на сторонами 30 х 15 метров. На восточной части находится пристройка дворового фасада. Несущие стены сделаны из кирпича, перегородки — из деревянного материала. Первый этаж с двумя торговыми залами имеет высоту 4,5 и второй — 4,7 метров. Пол покрыт паркетом с геометрическими узорами.
Интерьеры большого зала и примыкающих к нему комнат были отделаны в стиле помпейской росписи. Одним из художников, оформлявших внутренний интерьер, был местный художник Генрих Клузачек. В настоящее время эти росписи являются объектом музейной экспозиции.
На фасаде над полуколоннами на уровне подоконников установлены лепные украшения-капители в виде голов гарпий с распущенными волосами. Переплёт окон имеет изломанное очертание. Над всеми 12 окнами второго этажа располагаются вставки-лепки, символизирующие 12 месяцев со знаками зодиака. На крыше над главным входом находится мансарда, оформленная рельефным украшением. Внутри помещения находился зимний сад с фонтаном, расписными плафонами в комнатах и витражами.
Дом разделяется на две части: на правой стороне от главного входа находится торговая часть (сегодня — здание музея) и на левой стороне от главного входа — жилая, бытовая трёхэтажная часть с торговыми помещениями на первом этаже, резко отличающаяся от торговой части (в настоящее время здесь находятся жилые квартиры).

## Разное
В этом здании произошли различные знаменательные события:
- Велимир Хлебников впервые продекламировал своё стихотворение «Кони, кони…».
- Писатель Михаил Булгаков оформил первые литературные зарисовки своей пьесы «Дни Турбиных» и прочитал первую её часть.
- Литовский живописец Микалоюс Чюрлёнис в 1907 году создал свои циклы «Соната солнца» и «Соната весны».

В 2003 году проводились реставрационные работы, которые были представлены на Международном конкурсе «Зодчество». В 2007 году был создан документальный фильм о здании, который был удостоен Золотого диплома Международного конкурса «Зодчество».